# دیوید پلفی
دیوید پَلفی (انگلیسی: David Palffy؛ زادهٔ ۵ مارس ۱۹۶۹) بازیگر اهل کانادا است.
او دانش‌آموختهٔ رشتهٔ حقوق در دانشگاه کلگری است.
از فیلم‌ها یا برنامه‌های تلویزیونی که وی در آن نقش داشته است، می‌توان به طوفان، پرونده‌های اکس و دروازه ستارگان اس‌جی-۱ اشاره کرد.